# Kató Hiszasi
Kató Hiszasi (Mijagi, 1956. április 24. –) japán válogatott labdarúgó.

## Nemzeti válogatott
A japán válogatottban 61 mérkőzést játszott, melyeken 6 gólt szerzett.

## Statisztika
| Japán válogatott | Japán válogatott | Japán válogatott |
| Időszak          | Mérk.            | gól              |
| ---------------- | ---------------- | ---------------- |
| 1978             | 5                | 1                |
| 1979             | 0                | 0                |
| 1980             | 3                | 0                |
| 1981             | 8                | 1                |
| 1982             | 8                | 0                |
| 1983             | 7                | 1                |
| 1984             | 6                | 1                |
| 1985             | 8                | 0                |
| 1986             | 5                | 0                |
| 1987             | 11               | 2                |
| Összesen         | 61               | 6                |